# Ямбор, Аги

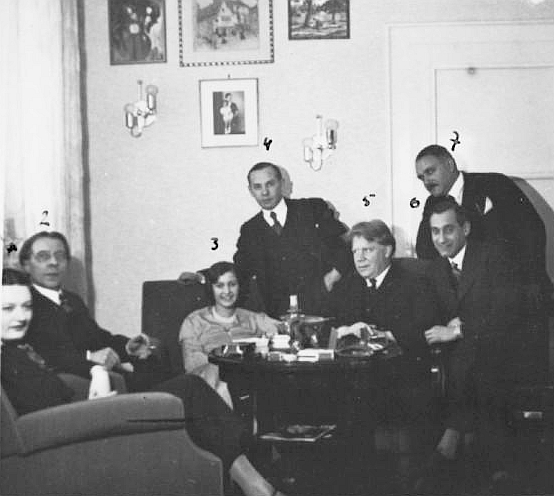
Аги Ямбор с мужем (в центре), слева от них Альфред Корто, справа Эдвин Фишер.

А́ги Я́мбор (англ. Agi Jambor, венг. Jámbor Ági; 4 февраля 1909 года, Будапешт — 3 февраля 1997 года, Балтимор) — венгерско-американская пианистка, музыкальный педагог.

## Биография
Училась игре на фортепиано в Будапеште в Музыкальной школе Фодора у Паулы Браун, затем в 1926—1931 гг. в Берлинской высшей школе музыки у Эдвина Фишера. В 1937 г. на Конкурсе пианистов имени Шопена в Варшаве получила пятую премию. Выступала в различных странах Европы.
В годы Второй мировой войны вместе с мужем, физиком Имре Патаи, участвовала в Движении Сопротивления. В 1947 г. семья переехала в США, где Патаи вскоре погиб (в дальнейшем Ямбор в 1959—1960 гг. была замужем за актёром Клодом Рейнсом). В 1953 г. дебютировала с Филадельфийским оркестром, в середине 1950-х гг. преподавала в Консерватории Пибоди, затем в 1957—1974 гг. в Брин-Мор-колледже.
Среди записей Ямбор преобладают произведения Иоганна Себастьяна Баха.